# Orimarga stenotes
Orimarga stenotes là một loài ruồi trong họ Limoniidae. Chúng phân bố ở miền Cổ bắc.